# Kościół Niepokalanego Poczęcia Najświętszej Maryi Panny i klasztor Klarysek we Lwowie
Kościół Niepokalanego Poczęcia Najświętszej Maryi Panny i klasztor Klarysek we Lwowie – jest położony przy pl. Mytnym 1 (ukr. Митна площа, 1; przed 1945 plac Celny).

## Historia kościoła i klasztoru
Siostry bernardynki przybyły do Lwowa w 1482 z Krakowa i zamieszkały w drewnianych pomieszczeniach poza murami miasta, na Przedmieściu Halickim, niedaleko klasztoru bernardynów. W 1583 wzniesiono dla nich kaplicę św. Anny. Poświęcenia kaplicy dokonał arcybiskup Jan Dymitr Solikowski. Przełożoną domu, w którym żyło 20 sióstr, była siostra Zofia. Nie były to ścisłe biorąc zakonnice ale tzw. tercjanki, tj. kobiety żyjące wprawdzie według reguły św. Franciszka z Asyżu ale bez klauzury i ślubów.
Ojciec Benedykt Gąsiorek podjął reformę bernardynów oraz ich żeńskiej gałęzi. Luźne grupy zaczęto przekształcać w grupy klauzurowe. W r. 1605 zmiana dotknęła także lwowskie bernardynki-tercjarki, z których część nie przyjęła nowych, surowszych reguł. Te, które pozostały, zaczęły się odtąd zwać klaryskami. W 10 lat od zainicjowania reform zakon ich liczył ponad 50 sióstr i nowicjuszek. Równolegle z tymi zmianami rozpoczęto również wznoszenie klasztoru dla sióstr. Budową od 1607 roku kierował Paweł Rzymianin natomiast opiekę nad nią objął w 1608 prowizor zakonu, ojciec Bernard Avellides.
Nowo wzniesiony kościół był niewielki, jednonawowy, z wieżą. W jego wnętrzu umieszczono 11 ołtarzy. Otrzymał on wezwanie Niepokalanego Poczęcia Najświętszej Maryi Panny. Siostry zajmowały się hafciarstwem oraz edukacja panien z domów szlacheckich.
Klasztor odczuł skutki zawieruch wojennych z lat 1648, 1656 i 1672. Około 1748 nastąpiła rozbudowa zespołu klasztornego w stylu barokowym a kościół został przebudowany na trzynawowy. Na sklepieniach znalazły się freski Stanisława Stroińskiego.
W 1772, w chwili pierwszego rozbioru Polski w klasztorze mieszkały 34  zakonnice. W 1782 zakon objęła austriacka kasata. Znajdujący się w kościele cudowny obraz matki Boskiej Bolesnej został przekazany do kościoła bernardynów. W klasztorze na krótko zamieszkały siostry bazylianki. Wkrótce potem kościół został zamknięty a w klasztorze umieszczono urząd celny a potem skład tytoniu.
W 1898 Rada Miejska Lwowa wykupiła budynek byłego kościoła klarysek. Plan przebudowy wykonał Juliusz Golberger. Nowe ołtarze i ambonę wykonała firma braci Wczeliaków (ul. Łyczakowska 27), figury świętych – rzeźbiarz Antoni Popiel, obrazy ołtarzowe – malarze Stanisław Kaczor–Batowski, Juliusz Makarewicz, Marceli Harasymowycz. Organy wykonała firma Jana Śliwińskiego. Witraże zamówiono na fabryce wiedeńskiej Gajlinga. Malarz Tadeusz Popiel odrestaurował freski Stroińskiego i namalował trzy nowe ścienne kompozycje o tematyce historycznej: “Śluby Jana Kazimierza”, “Wjazd Jana III Sobieskiego do Wiednia” i “Obrona lwowskiego klasztoru bernardynów przed Tatarami i Kozakami”.
W dniu 1 grudnia 1898 powtórnej konsekracji świątyni dokonał biskup Józef Weber, poświęciwszy ją ponownie Niepokalanemu Poczęciu NMP. Odnowiony kościół uzyskał status kościoła gimnazjalnego – od 1900 roku został przeznaczony dla potrzeb uczniów Lwowa.
Po 1918 funkcję rektora kościoła objął jeden z ojców bernardynów.
W latach 1938–1939 przeprowadzono restaurację świątyni i dobudowano do niej modernistyczną, dwukondygnacyjną wieżę według projektu Jana Łobosa. Wieża została wzniesiona na planie kwadratu, a zwieńczyła ją smukła glorieta.
Po 1945 kościół i klasztor zostały zamknięte i przekazane w użytkowanie Lwowskiej Galerii Obrazów; obecnie w kościele mieści się tam filia tejże galerii –  Muzeum Barokowej Rzeźby Sakralnej (Muzeum Jana Jerzego Pinzla). W zasobach Muzeum znajdują się 32 eksponaty reprezentujące najwyższy poziom sztuki europejskiej i światowej. W klasztorze natomiast mieści się szkoła poligraficzna.
Nieromontowany od czasu wysiedlenia Polaków ze Lwowa kościół Klarysek chyli się sukcesywnie ku upadkowi: przecieka dach świątyni, obsypują się jej tynki wraz z XVIII wiecznymi freskami Strońskiego i XIX wiecznymi Tadeusza Popiela, natomiast z ołtarza pozostały resztki dawnej świetności.